# Valle Vista, Teksas
Valle Vista je naseljeno mjesto za statističke potrebe u američkoj saveznoj državi Teksas. Prema popisu stanovništva iz 2010. u njemu je živjelo 469 stanovnika.